# Charente (folyó)

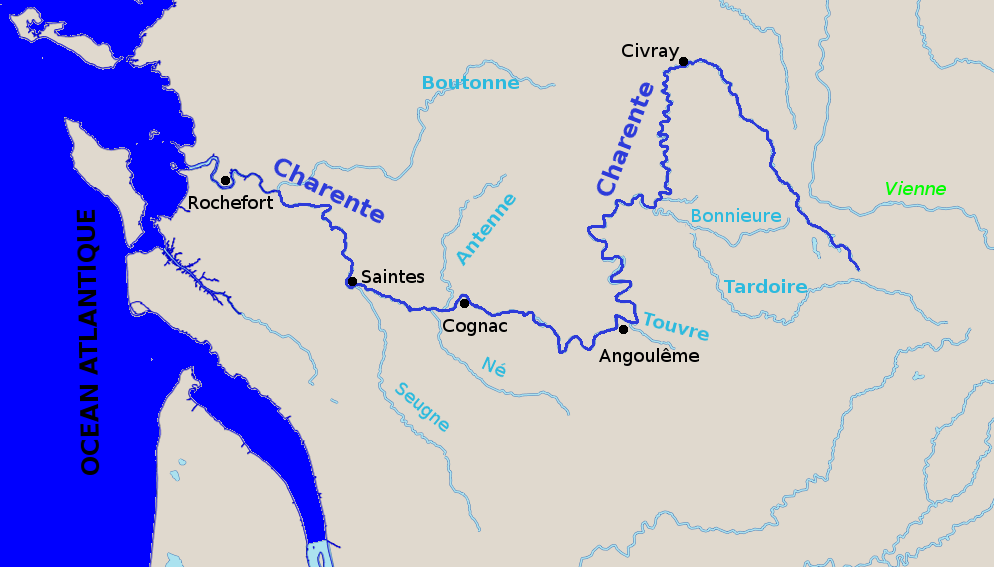
A Charente és nagyobb mellékfolyói

A Charente az Atlanti-óceánba ömlő folyó Franciaország Új-Aquitania régiójában, nagyobb részt Charente megyében. Az Oléron-szigettel szemben ömlik az óceánba.

## Ismertetése
A Francia-középhegység északnyugati lábánál, Chéronnacnál ered (Haute-Vienne megye) és Charente megyében folyik tovább északkelet felé, majd Civraynél (Vienne megye) déli irányba fordul. Újra Charente megyében folytatja útját, Angoulême-től nyugat felé, majd Charente-Maritime megyében északnyugat felé tart és széles tölcsértorkolattal ömlik az Atlanti-óceán Marennes-Oléron-öblébe.
Hossza 381 km, más forrás szerint 365 km, vízgyűjtő területe 10 550 km2.
Felső folyásán, ahol a folyó Haut-Vienne-ből Charente megyébe ér, két duzzasztógátat emeltek és mesterséges tavakat alakítottak ki. Az egyiket a Charante medrében (Lavaud-tó, 1989), a másikat a közeli Moulde mellékfolyó medrében (Mas Chaban-tó, 2000). 
A dél felé tartó szakaszt, Civray-től Angoulême-ig különösen sok kanyarulat, szigetek, lefűződő holtágak  jellemzik, a partokat rendszeresen elárasztott rétek, mocsaras erdők szegélyezik. 
Angouleme után, a csak 12 km hosszú, de bővízű Touvre torkolatától a Charente medre kiszélesedik, alluviális síkságon folyik és a torkolatvidékig tartó szakaszán veszi fel legjelentősebb mellékfolyóit: a Boutonne-t (99 km), a Seugne-t (83 km), a Né-t (66 km) és az Antenne-t (49 km). Rochefort után kezdődik a torkolatvidék csatornákkal átszőtt vízenyős, mocsaras területe. A torkolatnál a folyó édesvízzel látja el a Marennes Oléron-öböl osztrigatelepekben gazdag medencéjét.
Vízgyűjtő területe többnyire sík vidék, mintegy 60%-a a 100 m tengerszint feletti magasságot sem éri el. Keleti, délkeleti része mészkőplatókon fekszik, délnyugati pereme az aquitaniai dombokra terjed ki. Éghajlata enyhe, a terület sok napsütést és közepes mennyiségű csapadékot kap (a partvidéken 600–700 mm/év, keleten 900 mm/év).
Jelentősebb városok a folyó partján: Charente megyében Angoulême és Cognac, Charente-Maritime megyében Saintes és Rochefort. A folyó völgyét 57 km hosszan, a mellékfolyókkal együtt összesen 7100 hektárt jelöltek ki a Natura 2000 természetvédelmi rendeltetésű területnek.